# Katol
Katol, est une ville et un conseil municipal du district de Nagpur dans l'État indien du Maharashtra. Lors du recensement de l'Inde de 2011, sa population s'élève à 43 267 habitants.